# Вернал (Юта)
Вернал (англ. Vernal) — город в округе Юинта (Юта, США).
По состоянию на 2012 год население составляло 9817 человек (59-я строчка в списке крупнейших городов штата).

## География
Расположен на северо-востоке штата Юта, в 280 км к востоку от Солт-Лейк-Сити и в 32 км к западу от границы штата Колорадо. Согласно Бюро переписи населения США, город занимает 11,9 км² (всё — земля).

## Экономика
Экономика города основана на добыче природных ресурсов, включая нефть, природный газ, фосфаты и природного камня гильсонита. Здесь имеются филиалы компаний Halliburton и Schlumberger.
Рядом с г. Вернал находится парк необычных скальных формаций Фэнтези-каньон.

## История

### Здание банка

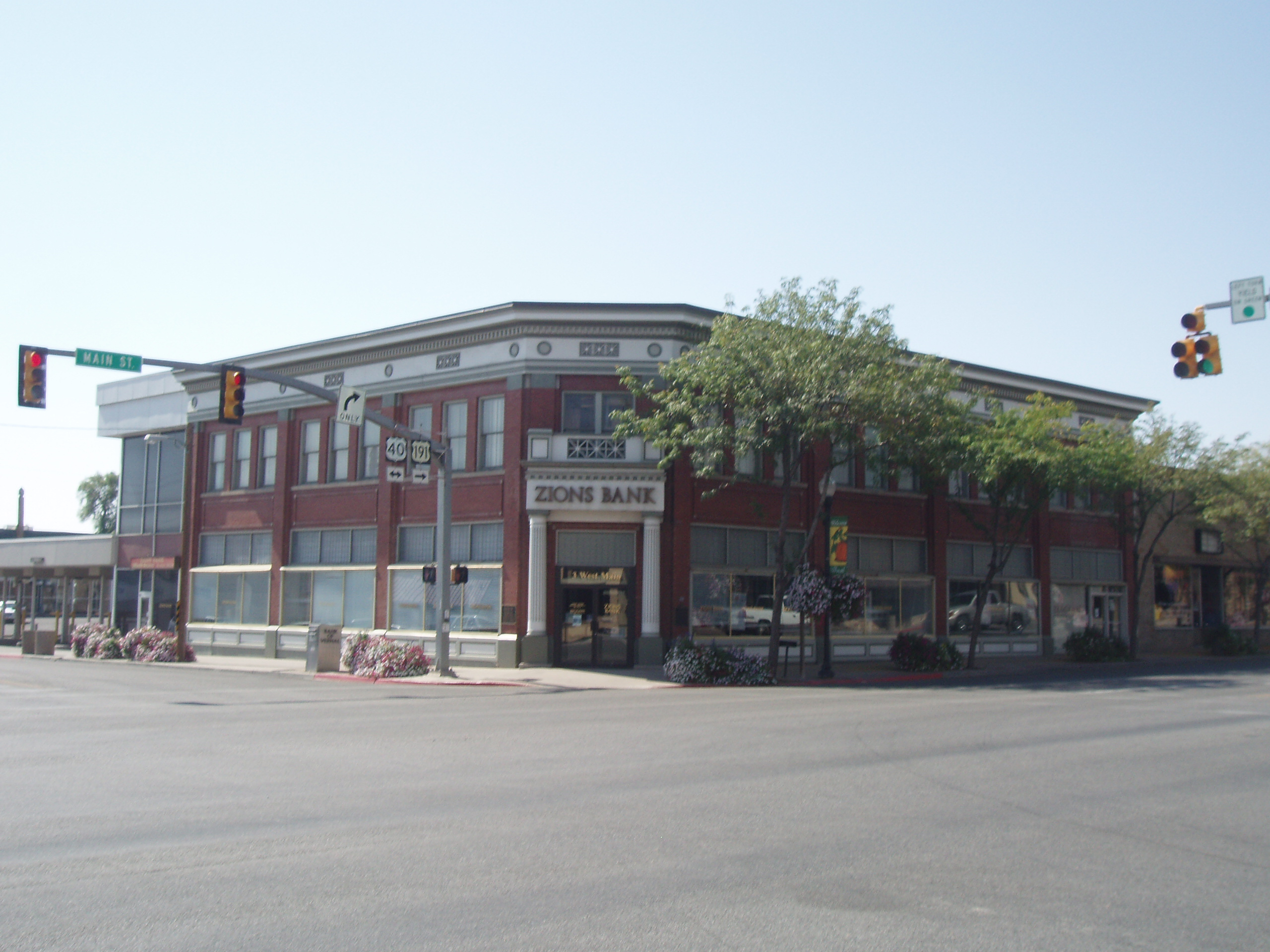
Здание банка (современный вид)

Здание банка в городе Вернал является историческим памятником, зарегистрированным в Uintah County Landmark Register, и местной достопримечательностью. На сегодня он является отделением американского банка Zions Bank и широко известен как «банк, который был отправлен по почте». Его здание было построено в 1916—1917 годах бизнесменом по имени William H. Coltharp, который рассчитал, что наиболее выгодным способом доставки стройматериалов на дальнее расстояние будет отправить их по почте, которая начала предоставлять услугу отправки посылок внутри страны незадолго до этого — в 1913 году. Он отправил из Солт-Лейк-Сити в Вернал 80 000 кирпичей небольшими посылками, отдельно завернув их в пакеты весом по пятьдесят фунтов (22,6 кг). Почтовое ведомство выполнило этот заказ, но сразу же установило дневной лимит посылок на одного человека в 91 килограмм (200 фунтов). Если бы предприниматель решил отправить кирпичи по железной дороге, то, учитывая сеть дорог на то время, кирпичи необходимо было везти на расстояние 680 километров (420 миль).